# Marco Sanchez
Marco Sánchez (ur. 9 stycznia 1970 w Los Angeles) – amerykański aktor.
Odtwórca roli detektywa policji w Dallas, Carlosa Sandovala w serialu CBS Strażnik Teksasu (1997–1999). 

## Życiorys
Urodził się w Los Angeles w Kalifornii w rodzinie pochodzenia kubańskiego. Wraz z trójką starszego rodzeństwa dorastał w Palm Desert w Kalifornii. Uczęszczał do Indio High School. Jako nastolatek był dostawcą kwiatów. W latach 1988–1992 studiował w Szkole Teatralnej, Filmowej i Telewizyjnej na Uniwersytecie Kalifornijskim w Los Angeles. Latem 1989 przez krótki czas uczęszczał do Brytyjsko–Amerykańskiej Akademii Dramatu w Oksfordzie w Anglii. 
Występował w Circle Theatre Acting Company z Vanessą Marcil. W 1991 w Los Angeles był współzałożycielem Buffalo Nights Theatre Company, gdzie wystąpił w roli Rabbiego Luisa w spektaklu Nadzieja na strzelnicy, jako Nickles w J. B. i Ex w Sofiści. W 2002 zagrał Henry’ego T. Cage’a i Josepha Mesmera w przedstawieniu Crazy Drunk w John Anson Ford Theatre.
W 2006 został współzałożycielem Lyceum Films, gdzie był producentem 10–minutowych dramatów – Players’ Club (2006) z Richmondem Arquette i Modlitwa wojenna (The War Prayer, 2007), do którego napisał także scenariusz adaptowany, z Jeremy Sisto, a także dramatu pełnometrażowego The Shift (2009) z Portią de Rossi.

## Filmografia

### Filmy
- 2001: American Pie 2 jako Marco
- 2011: Super 8 jako Hernandez
- 2013: W ciemność. Star Trek jako przedstawiciel od bezpieczeństwa torpedowego

### Seriale
- 1990–1991: Knots Landing jako Paul
- 1992: Kapitan Planeta i planetarianie jako Carlos (głos)
- 1993–1995: SeaQuest jako szef czujników Miguel Ortiz
- 1995: Świat według Bundych jako Ramon
- 1996: Ich pięcioro jako Parker
- 1996: Napisała: Morderstwo jako Luiz Decalde
- 1997: Belfer z klasą jako Artie
- 1997: Niebieski Pacyfik jako Oscar Velasquez
- 1997–1999: Strażnik Teksasu jako detektyw policji w Dallas, Carlos Sandoval
- 1999: Strażnicy miasta jako detektyw Carlos Sandoval
- 2000: JAG: Wojskowe Biuro Śledcze jako podoficer Mark DeMara
- 2000: Kameleon jako agent Dennis Alonzo
- 2000: V.I.P. jako Kovak
- 2001: Czarodziejki jako Tom Peters
- 2001: Babski oddział jako inspektor Frank Perez
- 2002: Powrót do Providence jako Jose
- 2003: Ostry dyżur jako O’Connor
- 2003: Star Trek: Enterprise jako kapral Romero
- 2003: 24 godziny jako agent Rafael Gutierrez
- 2005: CSI: Kryminalne zagadki Nowego Jorku jako Ramir Santo
- 2005: Miłość z o.o. jako przystojny facet w barze
- 2006: Gotowe na wszystko jako Phil Lopez
- 2006, 2019: Zabójcze umysły jako detektyw Murad
- 2007: Dwóch i pół jako Hector
- 2007: CSI: Kryminalne zagadki Miami jako Dave Montavo
- 2007: W nagłym wypadku jako Gary
- 2009: Mentalista jako Frank Schiappa
- 2009: Kości jako Thomas Vega
- 2009: Dollhouse jako Blevins
- 2010–2018: Agenci NCIS jako Alejandro Rivera
- 2011: Prawo i porządek: Los Angeles jako Felipe Pena
- 2013: Tajemnica Amy jako dr Ortiz
- 2013: Switched at Birth jako Victor
- 2014: Rake jako dr Oliver Kelly
- 2014: Z premedytacją jako Carlos Rodriguez
- 2015: CSI: Cyber jako detektyw Gonzalez
- 2016: Rosewood jako dr Gus Willing
- 2017: Training Day jako Paul DiNardo
- 2017: MacGyver jako Pan Diaz
- 2017: Lucyfer jako porucznik Herrera
- 2018: 9-1-1 jako Davis
- 2018: Dorwać małego jako Roberto Torres
- 2019: AwanturNick jako Eduardo